# File Szeretvai
File Szeretvai (in ungherese Szeretvai Füle; in antico ruteno: Филѧ; ... – Jarosław, 17 agosto 1245) è stato un nobile ungherese e comandante militare che servì fedelmente i re Andrea II e Béla IV.
Partecipò a diverse campagne della corona contro il principato di Galizia, le quali gli permisero di ricoprire i ruoli più prestigiosi del regno d'Ungheria. Ricoprì la carica di gran dapifero reale dal 1231 al 1232.

## Biografia
File (riportato anche delle fonti come Phyle, Füle, Fila o Filja) discendeva da una famiglia sconosciuta. I suoi eredi si insediarono in seguito in feudi collocati principalmente nella parte nord-orientale dell'Alta Ungheria, tra cui Szeretva (l'odierna Stretava, in Slovacchia), che acquisì durante la sua vita e che in seguito prese il nome da questo villaggio. Potrebbe essere stato di origine relativamente meno aristocratica, mentre Mór Wertner ha sostenuto che fosse legato alla famiglia dei Miskolc. Anche lo storico ucraino Miroslav Vološčuk ha condiviso questo punto di vista, basandosi su un documento del 1233, ma lo ha identificato erroneamente con il sacerdote File Miskolc.
I suoi interessi politici e sociali si concentrarono integralmente sulle aspirazioni ungheresi nel principato di Galizia, lungo il confine nord-orientale. Dopo che re Andrea II insediò il suo secondogenito, l'ancora giovane Colomanno, a sovrano (principe, poi re) di Galizia nel 1214, File si unì al seguito del giovane monarca. È possibile che File fosse presente quando Andrea II e Leszek il Bianco, duca di Polonia a Szepes (oggi Spiš, in Slovacchia) nell'autunno del 1214, dove organizzarono il matrimonio tra Colomanno e Salomea, e la loro alleanza contro il reggente Ladislao Kormilčijc. Rappresentante dell'élite ungherese, insieme a Demetrio Aba e a Benedetto il Calvo, File divenne uno dei pilastri più importanti del regno di Colomanno in Galizia negli anni successivi. Per stringere legami più stretti con l'élite della Galizia, File sposò una figlia ignota di Sudislao, un importante boiardo galiziano che sosteneva Colomanno. File e sua moglie ebbero due figli, Stefano e Nicola, di cui il primo fu il capostipite delle famiglie nobiliari dei Szeretvai e dei Ramocsa de Szeretva, una discendenza di un certo prestigio vissuta nel comitato di Ung fino all'inizio del XVI secolo, ma con possedimenti anche nei comitati di Pozsony, Trencsén e Nyitra.
(Cronaca di Galizia e Volinia (1219 circa))
I rapporti tra Andrea II e Leszek il Bianco divennero tesi dopo il 1214. Di sua iniziativa, il duca polacco concesse Volodymyr, la città più prestigiosa della Volinia e sede del suo principe, a Danilo e a Vasilko Romanovič. Durante questa fase di crisi, il sovrano magiaro non riuscì a sostenere Colomanno durante l'assedio di Galizia. Leszek si rivolse a Mstislav Mstislavič, principe di Novgorod, chiedendo il suo sostegno contro gli ungheresi. Mstislav invase la Galizia molto probabilmente all'inizio del 1219, secondo la storica Márta Font. File guidò l'esercito ungherese contro il principe, ma Mstislav mise in rotta le sue truppe con l'aiuto dei cumani guidati dal suocero Köten. La sconfitta costrinse Colomanno e il suo seguito, incluso il suocero di File, Sudislao, a fuggire in Ungheria. La contemporanea Cronaca di Galizia e Volinia definisce spesso File (Filja) come «gordy» ("orgoglioso", "altezzoso" o "troppo sicuro di sé") e intento a denigrare costantemente l'esercito galiziano. Nella storiografia ucraina meno recente, veniva descritto come un «crudele oppressore della Galizia».
(Cronaca di Galizia e Volinia (1221 circa))
Nell'estate del 1219, Leszek divenne ostile a Mstislav e ai fratelli Romanovič. Mstislav diede sua figlia Anna in sposa a Danilo, che presto occupò le terre tra i fiumi Wieprz e Bug sottraendole ai polacchi. Leszek si riconciliò con Andrea II; i due monarchi lanciarono una campagna militare congiunta contro la Galizia nell'ottobre del 1219. Sconfitto Mstislav nel corso di tre battaglie, questi venne costretto alla ritirata e Colomanno tornò nel principato, mentre Danilo consegnò anche la fortezza di Galizia. Durante la campagna, File guidò il contingente ungherese, come ha affermato Márta Font, e rimase in Galizia per supportare militarmente il labile governo di Colomanno nel principato, poiché non vi è alcuna fonte la quale attesti che re Andrea II avesse inviato in futuro delle armate magiare in Galizia nei due anni successivi.
Mstislav assoldò i Cumani e occupò nuovamente la Galizia tra la fine del 1220 e l'inizio del 1221, ma non fu capace di espugnare la capitale. Il fallimento di Mstislav incoraggiò File ad unirsi alla campagna di Leszek contro la Volinia, lasciando Colomanno e Salomea nella chiesa della Vergine Maria appena fortificata ad Halyč, città principale della regione. Approfittando dell'assenza del grosso dell'esercito ungherese, Mstislav e i cumani assediarono Halyč nell'agosto del 1221. File si affrettò a tornare dalla sua campagna, ma Mstislav sconfisse il suo esercito e anche File fu catturato il 14 agosto 1221. La fuga risultò possibile soltanto grazie all'aiuto di un boiardo galiziano, Žiroslav. Gli uomini di Colomanno tentarono di resistere asserragliandosi nella chiesa fortificata, ma la mancanza d'acqua li costrinse alla resa. Il cronista polacco, Jan Długosz, attesta che Colomanno e Salomea furono imprigionati nella fortezza di Torčesk, nell'Ucraina centrale. Andrea II e Mstislav negoziarono e conclusero una pace tra la fine del 1221 e l'inizio del 1222. Mstislav liberò i prigionieri ungheresi, mentre Colomanno, che così poté restituire l'Ungheria, dovette rinunciare alle sue pretese sul trono di Galizia-Volinia.

### Ascesa sociale
Secondo lo storico Attila Zsoldos, è possibile che File Szeretvai corrispondesse al vice-palatino (in latino vicarius palatini) che agiva al fianco di Nicola Szák nel 1220. Zsoldos ha ritenuto che File avesse seguito un percorso di ascesa sociale analogo a quello di un altro aristocratico suo conterraneo, Maurizio Pok. Questo File operò in veste di giudice delle controversie legali insorte nei comitati del Transdanubio. Márta Font, la quale ha ritenuto che File avesse soggiornato stabilmente in Galizia tra il 1219 e il 1221, ha messo in dubbio una simile identificazione.
(Cronaca di Galizia e Volinia (estate 1245 circa))
Nonostante i suoi fallimenti militari in Galizia, File non perse il favore del monarca. Intorno al 1230, Andrea II gli concesse le terre di Szeleste, nel comitato di Vas. Acquistò anche il villaggio di Gyüd, situato vicino a Tasnád, nel comitato di Szolnok (oggi Tășnad, in Romania). Servì come gran dapifero reale a corte dal 1231 al 1232. Quando Andrea II eseguì il giuramento di Bereg, in virtù del quale concluse un accordo con la Santa Sede nell'agosto-settembre del 1233, File fu tra gli aristocratici testimoni dell'evento. In un documento del 1234 si riferisce che era ispán del comitato di Sopron. Dopo la sua morte, un atto della corona lo definisce come "bano". È possibile si trattasse di un titolo onorifico, ma non si può nemmeno escludere che fu bano di Slavonia o, malgrado sia meno probabile, bano di Severin. Il cronista polacco Jan Długosz lo definisce impropriamente «palatino» (palatinus), un errore questo ripreso da alcuni storici secoli dopo.
Dopo l'ascesa al trono ungherese di Béla IV nel 1235, File mantenne la sua influenza nella corte reale, a differenza di molti altri nobili, ma non si conoscono fonti che indichino ulteriori incarichi. Durante la loro prima invasione nel 1241-1242, i mongoli, che avanzarono dalla Rus' di Kiev, sfondarono le barricate erette sul passo di Veretskij, devastarono i possedimenti di File nell'Ungheria nord-orientale e lungo il confine con la Galizia e Volinia. File «perse tutti i suoi beni» durante l'invasione, ma riuscì a sopravvivere. Come risarcimento, Béla IV gli donò i feudi di Biccse e Hoznica nel comitato di Trencsén (rispettivamente le attuali Bytča e Hvozdnica, in Slovacchia). Ciononostante, File concentrò le sue acquisizioni principalmente nel comitato di Ung. Acquistò Szeretva per 16 marchi dai guerrieri del castello locali poco dopo il 1241. È plausibile che avesse acquisito anche gli insediamenti circostanti – Pályin (Palín, in Slovacchia), Gejőc (Mali Hejivci, in Ucraina) e Pinkóc (Pinkovce, in Slovacchia), che furono poi menzionati come proprietà della famiglia dei Szeretvai alla fine del XIII secolo.
Dopo la ritirata dei mongoli nel 1242, Béla IV cercò di organizzare un nuovo sistema difensivo creando Stati clienti a sud e a est dell'Ungheria. Aveva dato sua figlia Anna in sposa a Rostislao Michajlovič, pretendente al trono di Galizia. Dopo il fallito attacco di Rostislao nel 1244, Béla appoggiò il genero nell'invasione della Galizia, governata da Danilo Romanovič, nell'estate del 1245 (la storiografia precedente indicava erroneamente il 1249 come anno della campagna magiara). Il monarca ungherese nominò File Szeretvai alla guida di un imponente esercito composto da ungheresi e polacchi. File è l'unico condottiero ungherese noto ad aver partecipato alle campagne contro la Galizia sotto Andrea II e Béla IV nel corso di un periodo di venticinque anni. Il suo ruolo potrebbe essere stato motivato dai suoi legami familiari preesistenti in Galizia-Volinia. Rostislao lanciò un attacco contro Jarosław, a nord di Przemyśl; il 17 agosto 1245, Danilo, con l'aiuto dei cumani, annientò il nemico e Rostislao dovette fuggire nuovamente in Ungheria. File fu ucciso durante lo scontro, insieme a molti ungheresi e polacchi. Secondo la Cronaca di Galizia e Volinia, File venne «catturato dai nemici del nostro vecchio esercito in Rus' e assassinato con diverse torture e perì miseramente», forse per meno dello stesso Danilo. I suoi figli, Stefano e Nicola, ottennero da Béla IV i domini da lui precedentemente posseduti nel comitato di Trencsén nel dicembre del 1250.